# 阿拉帕霍国家森林
阿拉帕霍国家森林（英語：Arapaho National Forest）是美国的一处国家森林，1908年7月1日建立，位处科罗拉多州，占地面积约723,744英畝（2,928.89平方），最近的城市为丹佛。